# Miramas
Miramas è un comune francese di 25 864 abitanti situato nel dipartimento delle Bocche del Rodano della regione della Provenza-Alpi-Costa Azzurra.

## Geografia fisica
È situato a nord-ovest dell'Étang de Berre.

## Società

### Evoluzione demografica
Abitanti censiti

## Infrastrutture e trasporti

### Ferrovie
Miramas è servita da una stazione ferroviaria posta lungo la linea Parigi-Marsiglia che funge anche da capolinea per le tratte per Avignone e L'Estaque.